# Rasmus Gaudin
Rasmus Gaudin (ur. 19 sierpnia 1995) – duński piłkarz występujący na pozycji pomocnika lub napastnika.

## Życiorys
Grał w juniorach Lyngby BK. Seniorską karierę rozpoczął w 2015 roku w barwach Virum-Sorgenfri BK. Na początku 2018 roku podpisał kontrakt z Vanløse IF. Pół roku później wraz z klubem awansował do 2. division.
Zagrał w piłkarskiej reprezentacji Danii w meczu 5 września 2018 roku ze Słowacją. Występ Gaudina miał związek z protestem podstawowych reprezentantów kraju, którzy nie potrafili porozumieć się z DBU. Gaudin rozpoczął mecz w podstawowym składzie i rozegrał całe spotkanie. Dania przegrała mecz 0:3.

## Statystyki ligowe
| Sezon         | Klub               | Liga           | Mecze | Gole |
| ------------- | ------------------ | -------------- | ----- | ---- |
| 2015/2016     | Virum-Sorgenfri BK | Danmarksserien | ?     | ?    |
| 2016/2017     | Virum-Sorgenfri BK | Danmarksserien | ?     | ?    |
| 2017/2018 (j) | Virum-Sorgenfri BK | Danmarksserien | ?     | ?    |
| 2017/2018 (w) | Vanløse IF         | Danmarksserien | ?     | ?    |
| 2018/2019     | Vanløse IF         | 2. division    | 19    | 3    |
| 2019/2020     | Vanløse IF         | 2. division    | 0     | 0    |
| 2020/2021     | Vanløse IF         | 2. division    | 3     | 0    |
| 2021/2022     | Vanløse IF         | 3. division    | 3     | 0    |